# Argyrostrotis anilis
Argyrostrotis anilis là một loài bướm đêm trong họ Erebidae.